# Пиер Шоню
Пиер Шоню (на френски: Pierre Chaunu) е френски историк, чиито изследвания са в областта на социалната и религиозна история на Франция през XVI-XVIII век и на историята на Латинска Америка.
Представител е на второто поколение на френската Школа „Анали“. Водеща фигура във френската количествена история. Почетен професор на Университета Париж-IV: Пари-Сорбон. Дълго време води своя колонка във вестник „Фигаро“, в която прокарва своята подкрепа за Шарл дьо Гол и голизма.

## Биография
Пиер Шоню се ражда на 17 август 1923 г. в Белвил-сюр-Мьоз, Североизточна Франция. През 1947 г. преподава история в Лицея в Бар-льо-Дюк (на френски: École normale supérieure de Fontenay-Saint-Cloud). Става сътрудник на Висшето училище по испанистика (на френски: École des hautes études hispaniques) през 1948 г. и прекарва до 1951 г. в Мадрид и Севиля. Силно повлиян от Фернан Бродел, който е негов научен ръководител, през 1954 г. Шоню защитава дисертация върху Севиля и Атлантика.
Преподава в лицея в предградието на Париж Ванв (1951–1956), изследовател в Националния център за научни изследвания (на френски: Centre National de la Recherche Scientifique, съкр. CNRS), където става старши изследовател (на френски: chargé d’enseignement) през 1959 г. През 1960 г. става доцент (на френски: maitre de conferences), а през 1962 г. професор в Университета на Кан (на френски: Université de Caen Basse-Normandie), където основава Център по количествена история (на френски: Centre de recherche d’histoire quantitative) през 1966 г. През 1970 г. става професор по модерна история в Университета Париж-IV: Пари-Сорбон.
От 1980 г. е член на Историческата секция на Научния съвет на CNRS. През 1982 г. е избран за член на Историческата и географска секция на Академията за морални и политически науки (на френски: Académie des sciences morales et politiques).
От началото на 80-те години е колумнист на вестник „Фигаро“.
Баща е на шест деца, сред които илюстратора и карикатурист Еманюел Шоню (р. 1966 г.).
Командор на Ордена на почетния легион.
Почетен доктор на Севилския университет.
Пиер Шоню умира в Кан на 22 октомври 2009 г.